# Cephalomanes
Cephalomanes es un género de helechos perteneciente a la familia Hymenophyllaceae. Fue descrito por Karel Presl y publicado en Hymenophyllaceae  17.  en el año  1843.

## Especies
- Cephalomanes acranthum  	(H.Itô) Tagawa
- Cephalomanes apiifolium 	(C. Presl)  Iwats.
- Cephalomanes atrovirens C.Presl
- Cephalomanes auriculatum 	(Blume) Bosch
- Cephalomanes australicum 	Bosch
- Cephalomanes boryanum 	(Kunze) Bosch
- Cephalomanes clathratum 	(Tagawa) K.Iwats.
- Cephalomanes crispiforme 	(Alston) G.Kunkel
- Cephalomanes cumingii 	(C. Presl) K. Iwats.
- Cephalomanes javanicum 	(Blume) Bosch
- Cephalomanes laciniatum 	(Roxb.) De Vol
- Cephalomanes ledermanni 	(Brause) Copel.
- Cephalomanes madagascariense 	Bosch
- Cephalomanes oblongifolium 	C. Presl
- Cephalomanes obscurum 	(Blume) K. Iwats.
- Cephalomanes rhomboideum 	Bosch
- Cephalomanes sumatranum 	(Alderw.) Copel.
- Cephalomanes thysanostomum 	(Makino) K. Iwats.
- Cephalomanes wilkesii 	Bosch
- Cephalomanes zollingeri 	Bosch